# USS Gettysburg (CG-64)
O USS Gettysburg é um cruzador de mísseis guiados da Classe Ticonderoga a serviço da Marinha dos Estados Unidos. O navio tem esse nome em honra a Batalha de Gettysburg, lutada durante a Guerra Civil Americana. Ele foi construído na Bath Iron Works no Maine.
Comissionado em 1991, o USS Gettysburg está armado com potentes mísseis de cruzeiro BGM-109 Tomahawk, com um canhão dianteiro 127 mm e um arsenal de mísseis e torpedos, dando ao navio capacidades anti-aéreas e anti-submarinas. Ele também pode levar dois helicópteros SH-60 Sea Hawk.